# Giải bóng đá Ngoại hạng Singapore
Giải Ngoại hạng Singapore, thường được viết tắt là SPL, tên chính thức là Giải AIA Ngoại hạng Singapore vì lý do tài trợ, là giải đấu bóng đá chuyên nghiệp dành cho nam do Liên đoàn bóng đá Singapore (FAS) công nhận, đại diện cho cấp độ cao nhất của môn thể thao này trong hệ thống giải bóng đá Singapore.
Giải đấu được thành lập với tên gọi S. League vào ngày 14 tháng 4 năm 1996, sau khi FAS công bố ý định thúc đẩy và mở rộng cộng đồng bóng đá địa phương đang phát triển bằng cách tổ chức một giải đấu trong nước cấp cao nhất. Tính đến năm 2025, giải đấu bao gồm tám câu lạc bộ, bao gồm bốn vòng đấu, trong đó mỗi đội sẽ đấu với mọi đội khác một lần. Các mùa giải diễn ra từ cuối tháng 8 đến tháng 5, mỗi đội sẽ chơi 28 trận, tổng cộng là 112 trận trong mùa giải.
Các câu lạc bộ SPL ở các thứ hạng cao sẽ giành quyền tham gia các giải đấu câu lạc bộ châu Á. SPL hiện không áp dụng thăng hạng và xuống hạng. Kể từ khi giải đấu thành lập vào năm 1996, đã có 7 câu lạc bộ lên ngôi vô địch. Warriors FC là câu lạc bộ thành công nhất với 9 danh hiệu, tiếp theo là Albirex Niigata Singapore (6), Tampines Rovers (5), Lion City Sailors (4), Geylang International (2), DPMM (2) và Étoile (1). Nhà vô địch hiện tại là Lion City Sailors - đã giành chức vô địch thứ tư của họ trong mùa giải 2024–25.